# Trickster (arquetipo)

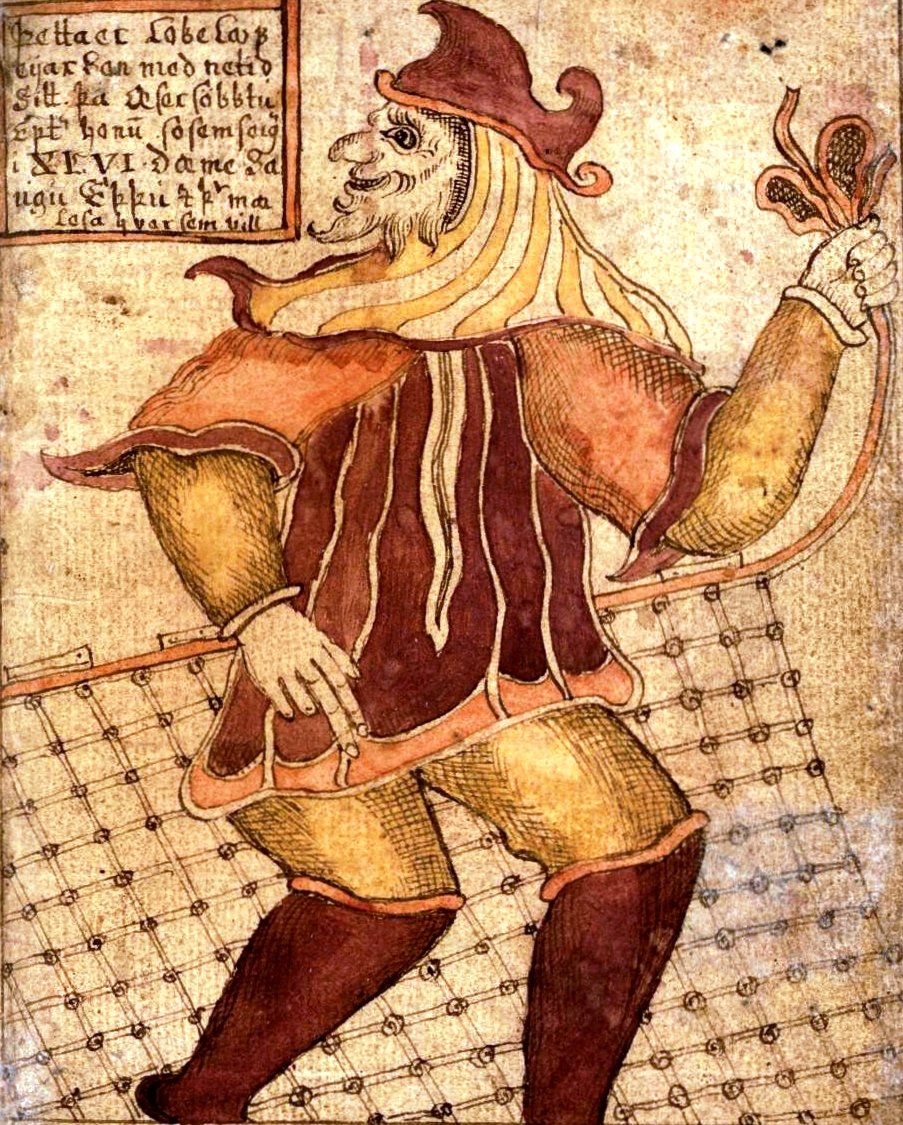
Ilustración de Loki, dios timador de la mitología nórdica.

El pícaro divino o trickster es una figura presente en diversas mitologías, así como en el carnaval eclesiástico de la Europa medieval. Representaría un arquetipo dentro de la conceptualización de la psicología analítica de Carl Gustav Jung.

## Definición
Carl Gustav Jung alude etimológicamente a Narr (bufón, loco) y trickster (tramposo, embaucador, truhan), en vez de Schelm (pícaro).
Presente en la denominación simia Dei del Diablo, así como en su alusión del diablo «chasqueado» y «necio», se vislumbra a su vez en los rasgos picarescos de la figura alquímica de Mercurio.
En los cuentos populares aparece en figuras folklóricas tales como las del «bobo», el «tonto del bote», el bufón, «que son héroes claramente negativos y con su simpleza consiguen lo que otros no logran aunque lo hagan todo maravillosamente».
En el campo de la parapsicología apunta a los denominados fenómenos poltergeist.